# Ketchup

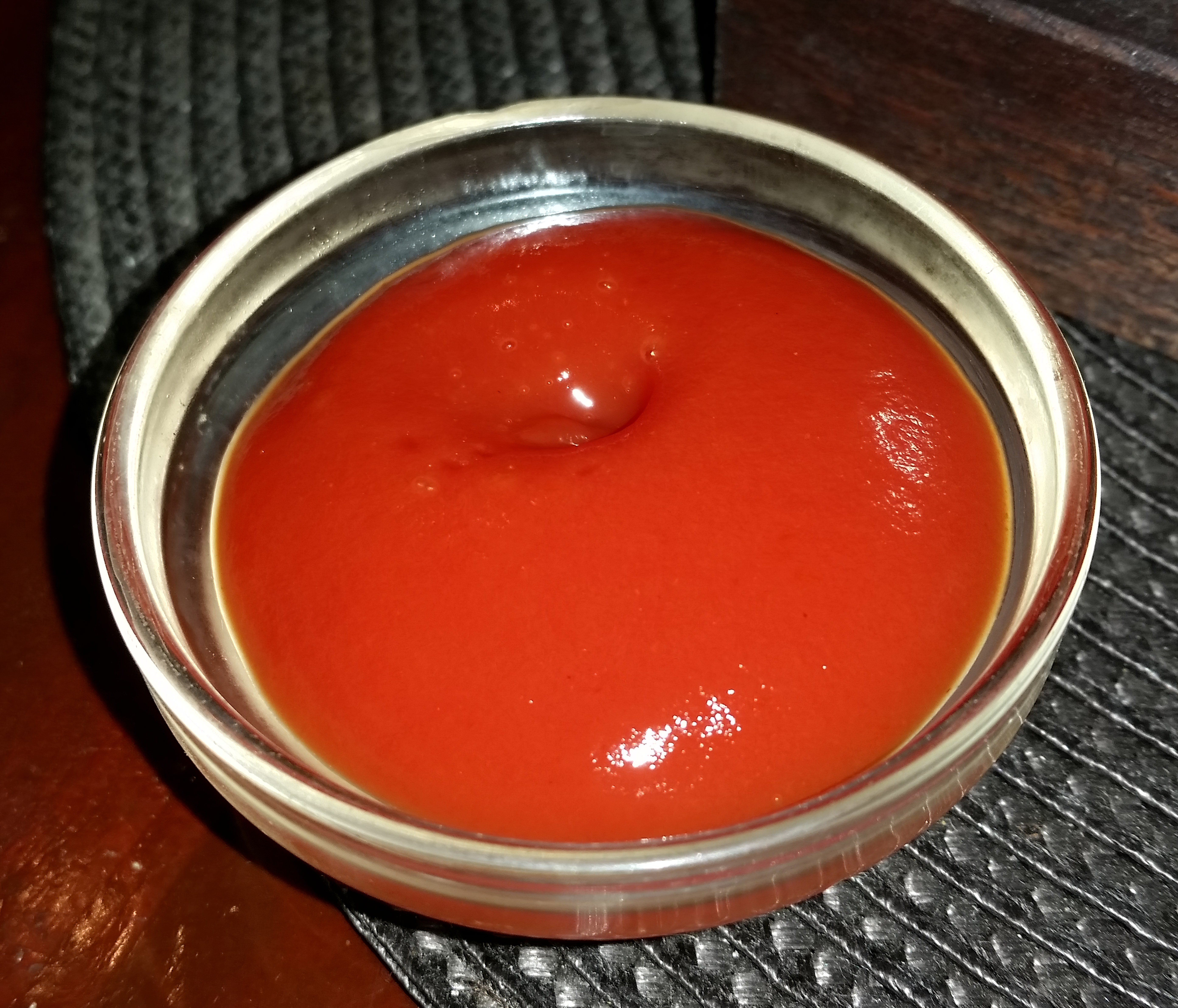
Ketchup

Ketchup ist eine Würzsauce, die aus Tomatenmark, Zucker, Essig, Speisesalz und Gewürzen besteht und in verschiedenen Variationen und Geschmacksrichtungen angeboten wird. Der oder das Ketchup findet sowohl im Fastfood-Bereich als auch in der Alltagsküche Verwendung. Klassischerweise wird Ketchup zur Ergänzung fertiger Speisen verwendet.
Dazu zählen vor allem Kurzgebratenes oder Gegrilltes, Schnitzel, Würstchen, Kartoffelspeisen wie Pommes frites oder auch Nudelgerichte. Beliebt ist Ketchup auch als Würze für Hamburger und Hot Dogs.

## Etymologie und Geschichte

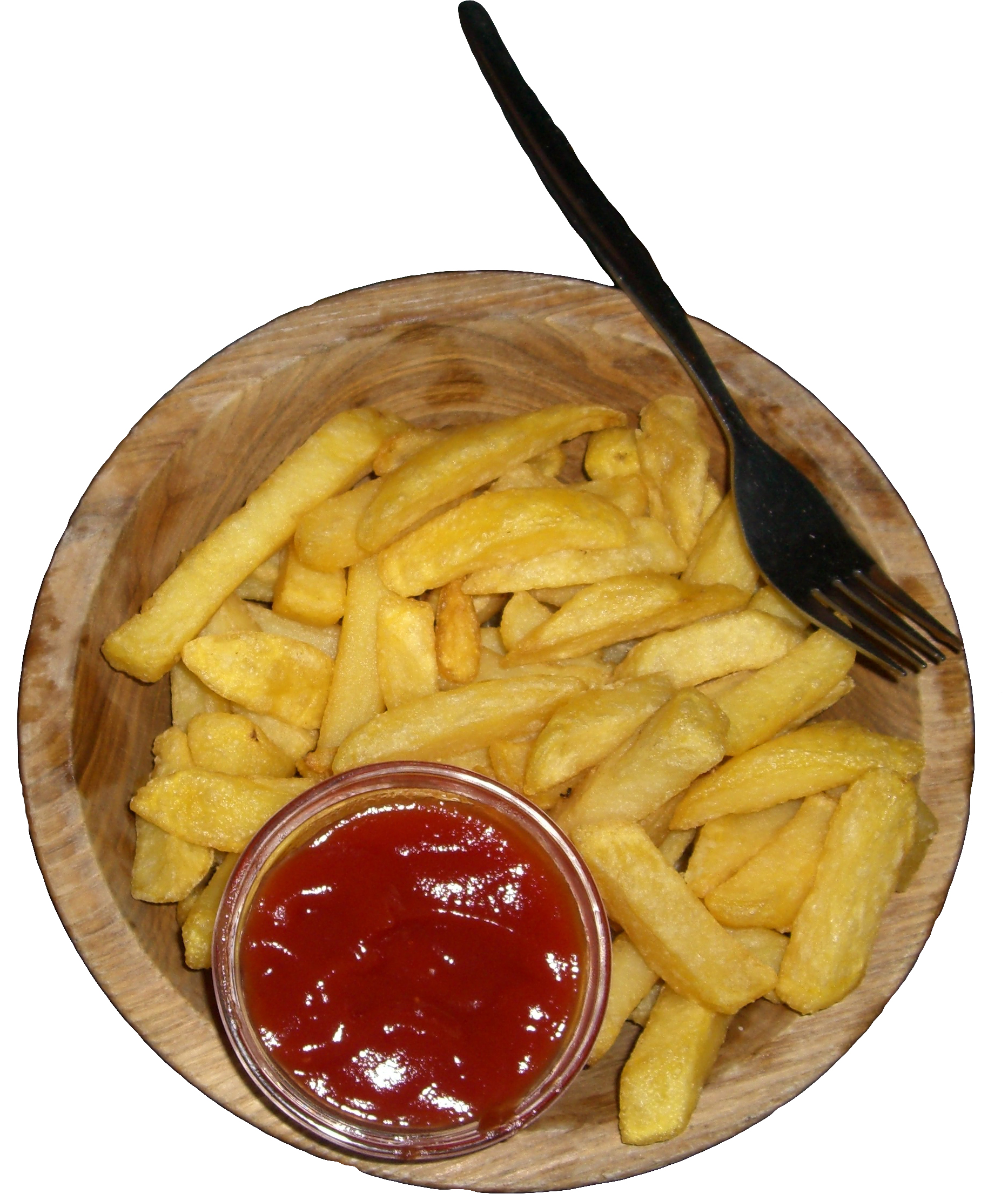
Pommes frites mit Ketchup

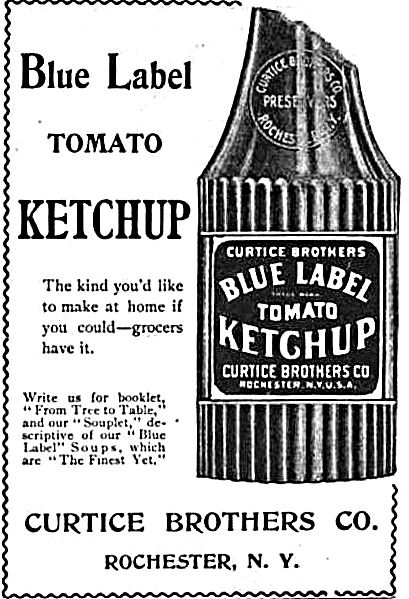
Amerikanische Ketchupwerbung, Blue Label Ketchup, Curtice Brothers, 1898

Der Begriff Ketchup hat seinen Ursprung zunächst in britischen Kochbüchern und bürgerte sich dann in den USA ein, bis er schließlich in den deutschsprachigen Raum kam.
Andrew F. Smith hat in seinem Buch Pure Ketchup einige der bekanntesten Herleitungsversuche umfassend dargestellt. Die britische Kochbuchautorin Elizabeth David glaubt, dass Ketchup vom englischen Begriff caveach, einer essighaltigen Marinade für gekochten Fisch, abgeleitet wurde. Der US-Anthropologe E. N. Anderson favorisiert die Herkunft von dem französischen Wort escaveche, womit allgemein Lebensmittel in einer Sauce bezeichnet wurden, woraus im Englischen dann caveach geworden sei.
Am verbreitetsten ist die Auffassung, dass der Begriff aus Ostasien oder Südostasien stammt. Schon im 19. Jahrhundert gab es die Vermutung, Ketchup stamme aus dem Malaysischen. In malayischen Wörterbüchern wird das Wort jedoch der chinesischen Sprache zugeschrieben. Im Oxford English Dictionary findet sich die Theorie, dass es sich um eine Anglisierung von kê-tsiap (膎汁) handele, ein Wort aus dem Amoy-Dialekt in China, mit dem die Flüssigkeit von fermentiertem Fisch – eine gewürzte Fischtunke – bezeichnet werde. Sinologen haben aber darauf hingewiesen, dass es sich dabei auch um einen Wortimport handele, eventuell aus Vietnam.
Wahrscheinlich ist die Herkunft aus dem Indonesischen, dort bedeutet kecap einfach Sauce, wird aber meistens für eine fermentierte Sauce aus schwarzen Sojabohnen verwendet. Diese Bedeutung würde mit den frühen Rezepten für Ketchup in englischen Kochbüchern übereinstimmen. Mit Tomaten hatte Ketchup ursprünglich nichts zu tun. Daher erklärt sich die oft verwendete verdeutlichende Bezeichnung Tomatenketchup.
Zum ersten Mal tauchte das Wort Ketchup – in der Schreibweise catchup – im englischen Sprachraum in einem Wörterbuch Ende des 17. Jahrhunderts auf und wurde definiert als „high East-India Sauce“ (feine ostindische Sauce). „East India“ war zu dieser Zeit eine Bezeichnung für Süd- und Südostasien allgemein, nicht speziell für Indonesien. Die zweite Erwähnung folgte 1711 in einem Buch mit dem Titel Account of the Trade in India von Charles Locker. Das erste Rezept für „englischen Ketchup“ wurde 1727 in einem Ratgeber für Hausfrauen veröffentlicht. Als Zutaten wurden Sardellen, Schalotten, Weißweinessig, Weißwein und verschiedene Gewürze angegeben. Das Rezept ähnelte dem für eine Fischsauce.
Im Jahr 1732 publizierte Richard Bradley in einer Zeitschrift ein Ketchup-Rezept mit dem Hinweis, dass es aus „Bencoulin in the East Indies“ stamme. Bencoulin war eine Handelsniederlassung der Britischen Ostindien-Kompanie auf Sumatra. Die wichtigste Zutat für dieses Ketchup waren Kidneybohnen als Ersatz für die nicht in Europa vorkommenden Sojabohnen; die Konsistenz der Sauce entsprach eher einer Paste. Sie wurde bei Bedarf mit Flüssigkeit verdünnt.
Die neue Würzsauce namens Ketchup wurde in England schnell populär und es wurden in allen Kochbüchern verschiedene Rezepte veröffentlicht. Mitte des 18. Jahrhunderts gab es Ketchup schon als Fertigsauce in Geschäften zu kaufen. Die Zubereitung erfolgte meistens entweder auf der Basis von Pilzen, Fisch oder Walnüssen. Es gab jedoch auch Varianten mit Muscheln und Austern. Durch britische Kochbücher wurde Ketchup auch in den USA bekannt. 1812 erschien hier dann das erste Rezept für eine solche Würzsauce auf der Basis von pürierten Tomaten. Möglicherweise wurde es angeregt von Rezepten für italienische Tomatensauce, von denen das erste 1804 in Großbritannien erschienen war. Der Unterschied bestand darin, dass beim Ketchup Essig zugesetzt wurde und das Ergebnis eine haltbare fermentierte Sauce war.
Mitte des 19. Jahrhunderts war Tomatenketchup in den USA bereits verbreitet, es gab jedoch auch weiterhin andere Sorten. Der Ketchup wurde in den Haushalten überwiegend selbst hergestellt. Das änderte sich erst Mitte des 19. Jahrhunderts, als Ketchup als Nebenprodukt bei der Herstellung von Tomatenkonserven anfiel und zunehmend industriell hergestellt wurde. Die Zubereitung basierte auf den bekannten Rezepten der Kochbücher. Der heutige Marktführer Heinz war zunächst nur einer von vielen Herstellern in den USA. Seine frühen Rezepturen sind überliefert. Eines aus dem Jahr 1883 enthielt neben Tomaten und Essig Gewürznelken, Cayennepfeffer, Muskatnuss, Zimt und Piment. Ein zweites Rezept gab Ingwer, Senfkörner, Sellerie, Meerrettich und braunen Zucker als Zutaten an. Etwa ab 1900 war die Firma dann Marktführer in den USA, 1905 stellte sie fünf Millionen Flaschen Ketchup her. Nach Presseberichten von Februar 2019 liegt der Marktanteil der Firma in Deutschland bei Markenketchup bei 46,7 Prozent.
In den 1920er Jahren kam es in den USA zu einer Kontroverse um das Konservierungsmittel Natriumbenzoat. Die Bakteriologin Katherine Bitting, die für das US-Landwirtschaftsministerium arbeitete, führte 1909 Untersuchungen durch, die bewiesen, dass eine Erhöhung des Zucker- und Essiggehalts des Produkts ohne den Einsatz künstlicher Konservierungsstoffe den Verderb verhindern würde. Daraufhin wurden die Rezepturen umgestellt und statt grüner vollreife Tomaten verwendet. Die dann von den heutigen Marktführern hergestellten Sorten zeichneten sich deswegen durch erheblich höhere Gehalte an Pektin und aufgrund der (natürlichen) Glutamate (vgl. Umami) eine erheblich sämigere Konsistenz und herzhafteren Geschmack aus. Dies hat zu der heutigen weiten Verbreitung von Ketchup in den USA wie darüber hinaus wesentlich beigetragen. In Osteuropa dienen nach wie vor verbreitete Paprika- und Tomatenpasten und Pürees (u. a. Ljutenica, Ajvar) ähnlich wie Ketchup zur Haltbarmachung der leichtverderblichen Gemüse.
In Deutschland war Ketchup seit Beginn des 20. Jahrhunderts zunächst nur als Importware in Spezialitätengeschäften erhältlich. Allerdings gab es schon in einem 1912 erschienenen Kochbuch der Firma J. Weck ein Rezept für „Tomaten-Catsup“
Im Jahr 1937 produzierte der damalige Manufakturbetrieb und heutige Lebensmittelhersteller Zeisner in Bremen „Deutschlands ersten Ketchup“.
Ketchup wurde nach 1945 durch die britischen und amerikanischen Besatzungssoldaten in Deutschland breiter bekannt und ist seit den 1950er Jahren auch weit verbreitet. Eine bekannte Anwendung zusammen mit einer typisch deutschen Spezialität ist die Currywurst.

## Sorten
In Europa und den USA werden heute prinzipiell drei Ketchupsorten unterschieden:

### Tomatenketchup

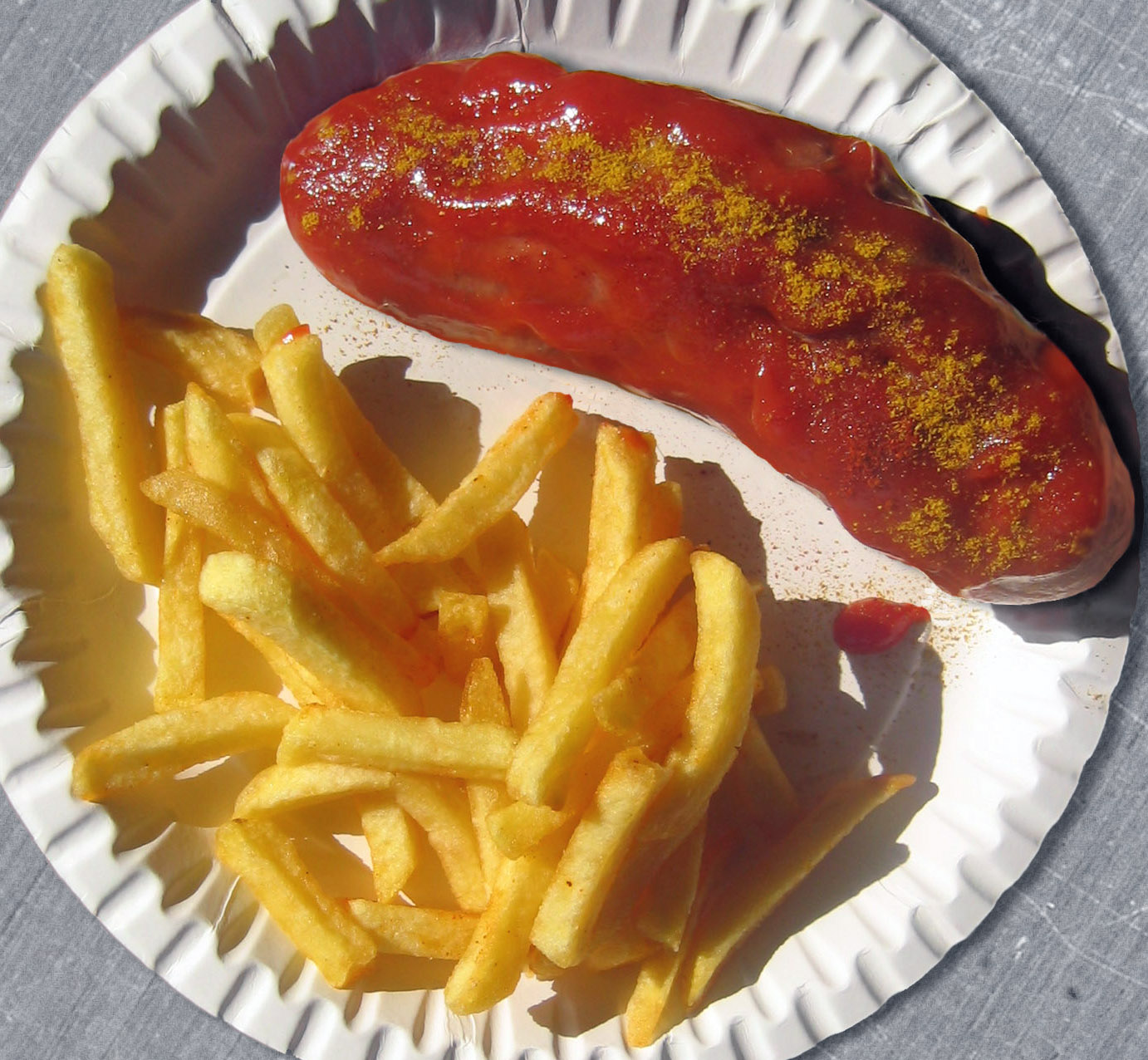
Currywurst mit Ketchup und Pommes

Zwar ist für alle heute im Handel erhältlichen Ketchupsorten die Tomate die Grundlage; bei Tomatenketchup ist diese jedoch die wesentliche Zutat. Tomatenketchup ist in Deutschland mit 70 Prozent des Gesamtangebotes die mit Abstand verbreitetste Ketchupsorte.
Tomatenketchup besteht entsprechend der Richtlinie des Bundesverbandes der Deutschen Feinkostindustrie aus Tomatenmark, Zucker – meist in Form von Saccharose oder einer Mischung aus Saccharose und anderen Zuckerarten – Essig, Salz, Zwiebeln, Knoblauch und Gewürzen sowie Zusatz- und Aromastoffen. Der Zusatz von Dickungsmitteln, Stärke und Konservierungsmitteln ist gesetzlich erlaubt. Laut Richtlinie muss der Tomatentrockenmassenanteil mindestens sieben Prozent betragen, was einem Tomatenmarkanteil von mindestens 25 Prozent entspricht.
Diese Richtlinie bezieht sich jedoch nur auf Tomatenketchup, Rezepte für Spezialketchup-Erzeugnisse wie Curryketchup sind den Herstellern selbst überlassen. Laut deutscher Lebensmittelverordnung dürfen Aromastoffe, Verdickungsmittel und Geschmacksverstärker im Ketchup enthalten sein, jedoch keine künstlichen Farbstoffe.
Ketchup beinhaltet neben Vitamin C auch das Carotinoid Lycopin, das verstärkt durch die Erhitzung frischer vollreifer Tomaten bei der Verarbeitung freigesetzt wird.

### Gewürzketchup

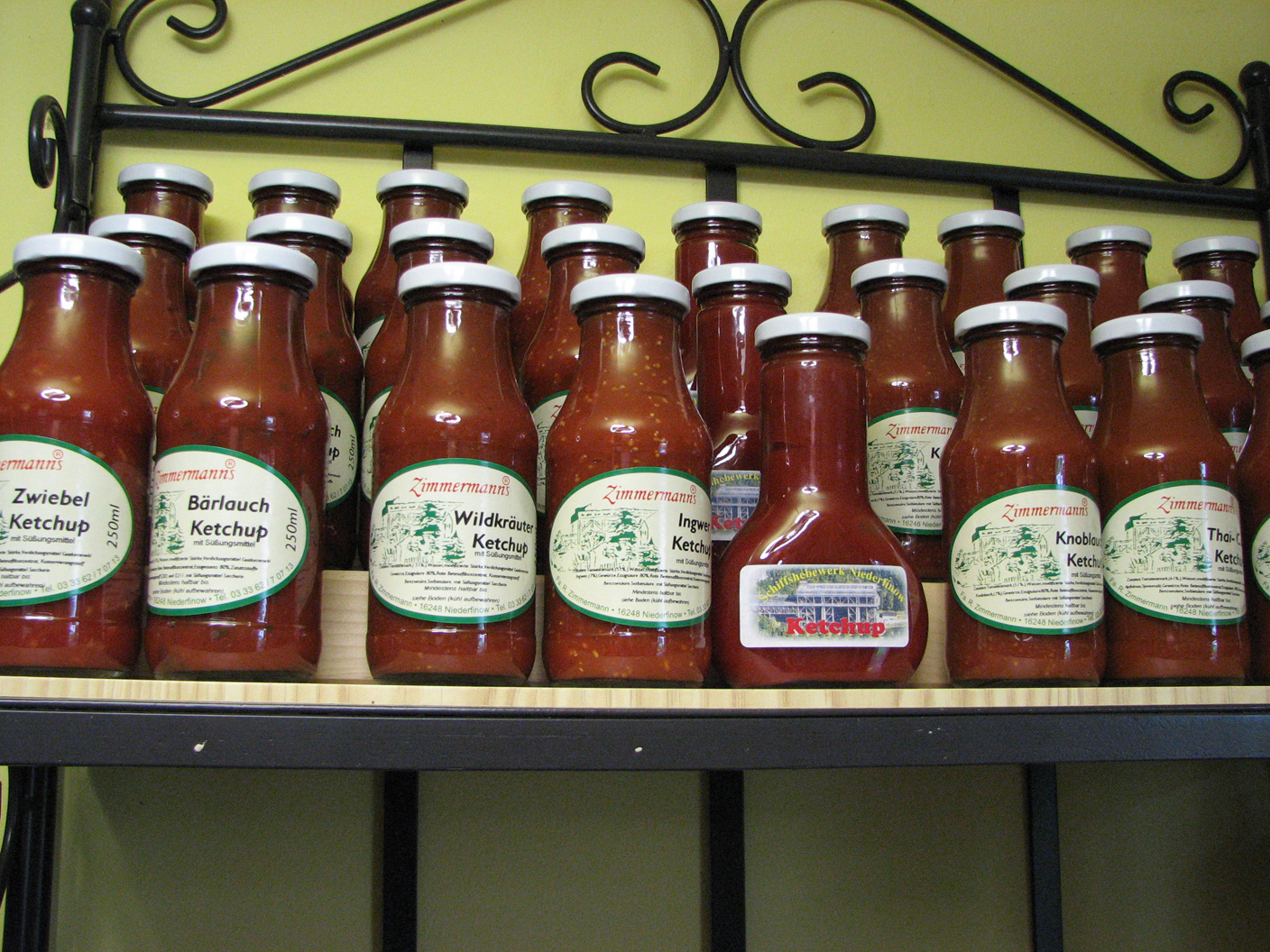
Verschiedene Sorten Gewürzketchup

Die Sorte Gewürzketchup umfasst alle Arten von Ketchups, deren Zutaten über den normalen Tomatenketchup hinausgehen, wie zum Beispiel durch Zugabe von Gurken, Paprika- oder Chilischoten. Auch findet sich in Gewürzketchups häufig eine größere Menge an Zusatzstoffen.
Dazu gehört beispielsweise das Barbecue-Ketchup (meist mit der Bezeichnung „Barbecue Sauce“), die „Hot Chili Sauce“, die „Steak Sauce“ oder das sogenannte „Zigeunerketchup“, im Handel meist als Zigeunersauce bezeichnet. Er enthält unter anderem Schalotten, Senf, Sardellenpaste, Paprika und als Hauptcharakteristikum Knoblauch. Diese Variante stammt ursprünglich aus Ungarn oder Italien, wobei es sich ursprünglich um eine dünnflüssige Paprikasoße mit Fruchtstücken (Letscho oder Peperonata) handelte. Diese ähnelt den früheren Ketchupvarianten in der Konsistenz und Geschmack. Zu einer modernen Ketchupvariante wurde sie erst durch das zugefügte Tomatenmark, die thixotrope Konsistenz und die feinere Körnung der Fruchtstücke.

### Curryketchup
Etwa 20 Prozent des in Deutschland angebotenen Ketchups ist Curryketchup. Die Grundrezeptur wird mit darauf abgestimmten Curry-Mischungen ergänzt. Auch werden Curryketchups häufig scharf gewürzt, zum Beispiel durch Zugabe von Cayennepfeffer.

### Andere
Aus Mangel an Tomaten erfand die Philippinerin Maria Orosa während des Zweiten Weltkriegs das Bananenketchup.

## Herstellung
Für die industrielle Herstellung wird das Tomatenmark mit Gewürzen, Zucker und Essig in einen Kessel geleitet, vermischt und erhitzt. Bei dieser Homogenisierung werden alle Zutaten fein verteilt und bis zur erwünschten Konsistenz zerkleinert. Die Weiterverarbeitung kann sowohl kalt unter Vakuum oder heiß in der Kolloidmühle erfolgen. Stückige Zutaten werden in einem der Kolloidmühle nachgeschalteten Puffergefäß mit Rührwerk mit dem Ketchup vermischt und später unter Vakuum kalt oder heiß abgefüllt. Die kalt hergestellten Produkte werden häufig mit Sorbin- und Benzoesäure konserviert. Nach einer Erhitzung durchläuft das Produkt eine Vakuumentlüftungsanlage und wird in Gläser heiß oder nach Kühlung auf etwa 70 °C in Eimer abgefüllt.
In Ketchup können Nanopartikel als Verdickungsmittel eingesetzt werden. Vermutlich werden einigen industriellen Ketchupsorten Nanopartikel zugesetzt, ohne dass sie speziell gekennzeichnet wären. Hierbei kommt Siliziumdioxid zum Einsatz, um Ketchup dickflüssiger zu machen. Die Zubereitung von Ketchup im Haushalt ist innerhalb kurzer Zeit mit langfristig lagerfähigen Lebensmitteln möglich. Im einfachsten Fall werden zu gleichen Teilen Tomatenmark und Honig zu einer Paste verrührt, die mit Essig und Salz abgeschmeckt und durch Zugabe von Wasser auf die gewünschte Konsistenz gebracht wird.

## Rheologische Eigenschaften von Ketchup
Ketchup ist eine nichtnewtonsche Flüssigkeit und folgt daher nicht dem Newtonschen Gesetz, das für alltägliche Flüssigkeiten wie Wasser gilt. Dies erschwert die Entnahme von Ketchup aus Glasflaschen erheblich.
Ketchup zeigt strukturviskose Eigenschaften, das heißt, seine Viskosität nimmt bei zunehmender Scherspannung, etwa durch Schütteln oder Klopfen, ab und er wird dünnflüssiger. Durch behutsames Klopfen auf die Flasche kann die Fließgrenze überwunden werden, sodass der Ketchup ausfließt. Die Herausforderung besteht darin, die Scherkraft so zu dosieren, dass sie groß genug ist, um das Fließen zu ermöglichen, ohne dass der Ketchup unkontrolliert austritt.
Zähflüssiges Ketchup wird nach ausgiebigem Schütteln des Behältnisses wieder dünnflüssiger – dieses nicht auf Ketchup beschränkte Phänomen wird wissenschaftlich als Thixotropie bezeichnet.

### Ketchup aus Glasflaschen entnehmen
Nach Dr. Anthony Stickland lässt sich Ketchup am besten durch die folgenden drei Schritte entnehmen.
1. Flasche mit geschlossenem Deckel schütteln, um den Inhalt zu homogenisieren.
2. Umdrehen und durch ruckartiges Abbremsen den Ketchup zum Flaschenhals bewegen.
3. Flasche in ca. 45°-Winkel halten und leicht auf den Flaschenhals klopfen, um die Fließgrenze zu überwinden und den Ketchup zum Fließen zu bringen.

Entgegen der Aussagen einiger Ketchuphersteller (v. a. Heinz) gibt es keine Anzeichen für einen optimalen Punkt um auf die Flasche zu klopfen.

## Sonstiges
Im Jahr 1981 machte David Stockman, der unter US-Präsident Ronald Reagan für den Finanzhaushalt zuständige Experte, den Vorschlag, Ketchup als Gemüse zu deklarieren. Dies war als Teil von Reagans Plänen zu Etatkürzungen bei vom Staat finanzierten Schulspeisungen gedacht. Dadurch wäre es billiger geworden, die Anforderungen an den Anteil von Gemüse in den Schulspeisungen zu erfüllen. Dieser Vorschlag wurde verworfen und die entsprechende Gesetzesinitiative gestoppt.
Als der damals amtierende Vorsitzende des Rates für deutsche Rechtschreibung, Hans Zehetmair, im Jahr 2004 gefragt wurde, ob man das Wort Ketchup in Zukunft auch Ketschup schreiben dürfe, antwortete er, da er das Produkt nicht möge, habe er sich über das Wort Ketchup nie ereifert. Es sei „ein grässliches Wort für eine grässliche Sache“.